# Municipio de Pueblo Nuevo (Guanajuato)
El municipio de Pueblo Nuevo es uno de los 46 municipios que conforman el estado de Guanajuato, en México.

## Gobierno y política
Pueblo Nuevo es uno de los 46 municipios Libres pertenecientes al Estado de Guanajuato, cuya Constitución Política establece que:
"ARTÍCULO 106. El Municipio Libre, base de la división territorial del Estado y de su organización política y administrativa, es una Institución de carácter público, constituida por una comunidad de personas, establecida en un territorio delimitado, con personalidad jurídica y patrimonio propio, autónomo en su Gobierno Interior y libre en la administración de su Hacienda."
"ARTÍCULO 107. Los Municipios serán gobernados por un Ayuntamiento. La competencia de los Ayuntamientos se ejercerá en forma exclusiva y no habrá ninguna autoridad intermedia entre los Ayuntamientos y el Gobierno del Estado."

## Geografía
Cuenta con una extensión de 60.55  km², representa el 0.20 % de la superficie del Estado y se localiza a 1,700  m s. n. m. Este municipio limita al norte y oeste con el municipio de Irapuato; al este con el municipio de Salamanca; al sur con el de Valle de Santiago y al sudoeste con el de Abasolo.
El municipio de Pueblo Nuevo se divide en 17 localidades.
Las principales actividades económicas son la agricultura y la ganadería.

## Demografía

### Localidades
En el censo de 2020 el municipio de Pueblo Nuevo contaba con 56 localidades.
| Código INEGI      | Localidad              | Población (2020) |
| ----------------- | ---------------------- | ---------------- |
| 110240001         | Pueblo Nuevo           | 3 562            |
| 110240017         | Yóstiro de San Antonio | 1 277            |
| Otras localidades | Otras localidades      | 7 564            |
| Total municipal   | Total municipal        | 12 403           |

## Fiestas y tradiciones
Las fiestas tradicionales son el 2 de octubre y el 2 y 3 de febrero, estas últimas de gran colorido y asistencia.

## Presidentes municipales
| Presidente municipal           | Periodo   | Partido político |
| ------------------------------ | --------- | ---------------- |
| José Durán González            | 1994-1997 |                  |
| María del Refugio García Ramos | 1997-2000 |                  |
| José Durán González            | 2000-2003 |                  |
| Leonardo Solórzano Villanueva  | 2003-2006 |                  |
| José Durán González            | 2006-2009 |                  |
| Leonardo Solórzano Villanueva  | 2009-2012 |                  |
| Adriana Solórzano Villanueva   | 2012-2015 |                  |
| Larisa Solórzano Villanueva    | 2015-2021 |                  |
| Leonardo Solórzano Villanueva  | 2021-2024 |                  |